# Stauroteuthis syrtensis
Stauroteuthis syrtensis is een soort uit de orde van de octopussen die voorkomt in het noorden van de Atlantische Oceaan, op diepten van 500 tot 4000 meter. Het is een van de weinige octopussoorten die bioluminescentie vertoont.
De mantel van de soort wordt tussen 50 en 100 millimeter lang en tot 40 millimeter breed. Iedere arm telt ongeveer 60 zuignappen. De armen zijn ongelijk van lengte: de langste wordt ongeveer 35 centimeter lang.